# Héctor Prieto
Héctor Prieto Martín del Campo ist ein ehemaliger mexikanischer Fußballspieler auf der Position eines Stürmers.
Der Sohn des Fußballspielers Fausto Prieto und Neffe von Max Prieto, die ebenfalls für den Club Deportivo Guadalajara spielten, stand von 1975 bis 1980 bei seinem Heimatverein unter Vertrag und absolvierte 78 Erstliga-Einsätze, bei denen er 12 Tore erzielte. Wahrscheinlich 1980 wechselte er zum Stadtrivalen Club Universidad de Guadalajara.